# Lijst van voetbalinterlands Syrië - Venezuela
Deze lijst van voetbalinterlands is een overzicht van alle officiële voetbalwedstrijden tussen de nationale teams van Syrië en Venezuela. De landen speelden tot op heden twee keer tegen elkaar. De eerste ontmoeting, een vriendschappelijke wedstrijd, werd gespeeld in Puerto La Cruz op 20 augustus 2008. Het laatste duel, eveneens een vriendschappelijke wedstrijd, vond plaats op 20 november 2022 in Dubai (Verenigde Arabische Emiraten).

## Wedstrijden
| № | Plaats         | Datum            | Competitie        | Wedstrijd         | Uitslag |
| - | -------------- | ---------------- | ----------------- | ----------------- | ------- |
| 1 | Puerto La Cruz | 20 augustus 2008 | Vriendschappelijk | Venezuela – Syrië | 4 – 1   |
| 2 | Dubai          | 20 november 2022 | Vriendschappelijk | Syrië − Venezuela | 1 − 2   |

## Samenvatting
| Competitie        | Totaal gespeeld | Winst Syrië | Gelijk | Winst Venezuela | Doelsaldo Syrië – Venezuela |
| ----------------- | --------------- | ----------- | ------ | --------------- | --------------------------- |
| Vriendschappelijk | 2               | 0           | 0      | 2               | 2 − 6                       |
| Totaal            | 2               | 0           | 0      | 2               | 2 − 6                       |

## Details

### Eerste ontmoeting
| Vriendschappelijk (Puerto La Cruz, Venezuela, 20 augustus 2008): \| Venezuela \| 4 – 1 \| Syrië \| \| Leonel Vielma 13' Giancarlo Maldonado 51' Jorge Rojas 54' (pen.) Alejandro Moreno 60' \| goals \| 80' Abdul Fattah Al-Agha \| \| César Farias \| bondscoach \| Anas Makhlouf \| \| Leo Morales 83' Gerzon Chacón 65' Jonay Hernández José Manuel Rey Pedro Boada Jorge Rojas 55' Leonel Vielma 62' Alejandro Guerra 79' Miguel Mea Vitali 69' Alejandro Moreno Giancarlo Maldonado 75' \| opstellingen \| 68' Mosab Balhous Ali Dyab Bakri Tarab 72' Bassel Hamamieh Al-Shaar Omar Hemidi Aatef Jenyat 46' Adel Abdullah Firas Ismail 57' Mahmoud Al-Amena 58' Mohamed Al-Zeno 57' Ziad Chabo \| \| Luis Manuel Seijas 55' Francisco Flores 62' Johnny Mirabal 65' Rafael Acosta 69' Yonathan del Valle 75' Guillermo Ramírez 79' Rafael Romo 83' \| wissels \| 46' Bwrhan Sahyouni 57' Younes Sulaiman Hamida 57' Maher Al-Said 58' Abdul Fattah Al-Agha 68' Mohamed Radwan Al-Azhar 72' Abdulkader Dakka \| \| Francisco Flores ??' \| gele kaarten \| ??' Ali Dyab \| |              | |
| |              | |
| Venezuela | 4 – 1        | Syrië |
| Leonel Vielma 13' Giancarlo Maldonado 51' Jorge Rojas 54' (pen.) Alejandro Moreno 60' | goals        | 80' Abdul Fattah Al-Agha |
| César Farias | bondscoach   | Anas Makhlouf |
| Leo Morales 83' Gerzon Chacón 65' Jonay Hernández José Manuel Rey Pedro Boada Jorge Rojas 55' Leonel Vielma 62' Alejandro Guerra 79' Miguel Mea Vitali 69' Alejandro Moreno Giancarlo Maldonado 75' | opstellingen | 68' Mosab Balhous Ali Dyab Bakri Tarab 72' Bassel Hamamieh Al-Shaar Omar Hemidi Aatef Jenyat 46' Adel Abdullah Firas Ismail 57' Mahmoud Al-Amena 58' Mohamed Al-Zeno 57' Ziad Chabo |
| Luis Manuel Seijas 55' Francisco Flores 62' Johnny Mirabal 65' Rafael Acosta 69' Yonathan del Valle 75' Guillermo Ramírez 79' Rafael Romo 83' | wissels      | 46' Bwrhan Sahyouni 57' Younes Sulaiman Hamida 57' Maher Al-Said 58' Abdul Fattah Al-Agha 68' Mohamed Radwan Al-Azhar 72' Abdulkader Dakka                                          |
| Francisco Flores ??' | gele kaarten | ??' Ali Dyab |

SFA · A-internationals · Syrisch vrouwenelftal
1940 - 1949 · 
1950 - 1959 · 
1960 - 1969 · 
1970 - 1979 · 
1980 - 1989 · 
1990 - 1999 · 
2000 – 2009 · 
2010 – 2019 ·
2020 − 2029
Afghanistan ·
Algerije ·
Australië ·
Bahrein ·
Bangladesh ·
Cambodja ·
China ·
Cyprus ·
Egypte ·
Filipijnen ·
Griekenland ·
Guam ·
Haïti ·
Hongkong ·
India ·
Indonesië ·
Irak ·
Iran ·
Japan ·
Jemen ·
Jordanië ·
Kazachstan ·
Kirgizië ·
Koeweit ·
Laos ·
Libanon ·
Libië ·
Malediven ·
Maleisië ·
Marokko ·
Mauritanië ·
Mauritius ·
Myanmar ·
Nepal ·
Noord-Korea ·
Oezbekistan ·
Oman ·
Pakistan ·
Palestina ·
Qatar ·
Rusland ·
San Marino ·
Saoedi-Arabië ·
Singapore ·
Soedan ·
Sovjet-Unie ·
Sri Lanka ·
Tadzjikistan ·
Taiwan ·
Thailand ·
Tunesië ·
Turkije ·
Turkmenistan ·
Venezuela ·
Verenigde Arabische Emiraten ·
Vietnam ·
Wit-Rusland ·
Zuid-Jemen ·
Zuid-Korea ·
Zweden
FVF · A-internationals · Selecties · Bondscoaches · Statistieken · Venezolaans vrouwenelftal · Olympisch elftal · Venezuela U21 · Venezuela U20 · Venezuela U19 · Venezuela U18 · Venezuela U17
1938 – 1949 ·
1950 – 1959 ·
1960 – 1969 ·
1970 – 1979 ·
1980 – 1989 ·
1990 – 1999 ·
2000 – 2009 ·
2010 – 2019 ·
2020 – 2029
1938 · 
1939–1945 · 
1946 · 
1947 · 
1948 · 
1949 · 1950 · 
1951 · 
1952 · 1953 · 1954 · 
1955 · 
1956 · 
1957–1964 · 
1965 · 
1966 · 
1967 · 
1968 · 
1969 · 
1970 · 
1971 · 
1972 · 
1973 · 
1974 · 
1975 · 
1976 · 
1977 · 
1978 · 
1979 · 
1980 · 
1981 · 
1982 · 
1983 · 
1984 · 
1985 · 
1986 · 
1987 · 
1988 · 
1989 · 
1990 · 
1991 · 
1992 · 
1993 · 
1994 · 
1995 · 
1996 · 
1997 · 
1998 · 
1999 · 
2000 · 
2001 · 
2002 · 
2003 · 
2004 · 
2005 · 
2006 · 
2007 · 
2008 · 
2009 · 
2010 · 
2011 · 
2012 · 
2013 · 
2014 · 
2015 · 
2016 · 
2017 ·
2018 ·
2019 ·
2020 ·
2021 ·
2022 ·
2023 ·
2024
Angola ·
Argentinië ·
Aruba ·
Australië ·
Bahama's ·
Bermuda ·
Bolivia ·
Brazilië ·
Canada ·
Chili ·
China ·
Colombia ·
Costa Rica ·
Cuba ·
Dominicaanse Republiek ·
Ecuador ·
El Salvador ·
Estland ·
Guatemala ·
Guinee ·
Haïti ·
Honduras ·
IJsland ·
Iran ·
Italië ·
Jamaica ·
Japan ·
Joegoslavië ·
Malta ·
Mexico ·
Moldavië ·
Nederlandse Antillen ·
Nicaragua ·
Nieuw-Zeeland ·
Nigeria ·
Noord-Korea ·
Oezbekistan ·
Oostenrijk ·
Panama ·
Paraguay ·
Peru ·
Puerto Rico ·
Saoedi-Arabië · 
Spanje ·
Syrië ·
Trinidad en Tobago ·
Uruguay ·
Verenigde Arabische Emiraten ·
Verenigde Staten ·
Zuid-Korea ·
Zweden ·
Zwitserland